# Mr. May und das Flüstern der Ewigkeit
Mr. May und das Flüstern der Ewigkeit (Originaltitel: Still Life, deutsch Stillleben) ist ein Film aus dem Jahr 2013 von Uberto Pasolini. Er hatte am 3. September 2013 beim Venice Film Festival Premiere. Der deutsche Kinostart war am 4. September 2014.

## Handlung
John May ist Angestellter der Stadt London. Seine Aufgabe ist es, für die Beerdigung vereinsamt Verstorbener zu sorgen. Diese Aufgabe füllt er sehr sorgfältig und mit Hingabe aus. Meist ist er nicht nur der einzige Trauergast, er hat auch die Trauerrede geschrieben, die der jeweilige Priester hält. Abends klebt er in seiner einsamen Wohnung sorgsam Bilder der Beerdigten in sein privates Album.
Seinem Chef arbeitet Mr. May zu langsam. Deshalb wird seine Arbeitsstelle aufgehoben, er selbst entlassen. Er darf jedoch seinen letzten Fall noch bearbeiten: William Stoke genannt Billy.
Anhand von Fundsachen aus Stokes Wohnung kann Mr. May Stokes Liebschaft Mary, deren gemeinsame Tochter und eine weitere Tochter ausfindig machen. Zudem hat Mr. May Veteranen von Stokes Einsatz auf den Falklandinseln, Arbeitskollegen, Obdachlose und Sportsfreunde gefunden.
Tragischerweise kommt Mr. May bei einem Busunfall ums Leben. Er wird zur selben Zeit bestattet wie sein letzter „Klient“ William Stoke. Doch während bei dessen Beerdigung sich all die Menschen einfinden, die Mr. May gefunden hatte, steht an dessen Grab niemand – bis die Geister aller seiner Beerdigungsklienten an sein Grab treten.

## Auszeichnungen
Der Film wurde für vier Auszeichnungen nominiert und gewann zudem 16 Preise.